# Jonathan Ikoné
Nanitamo Jonathan Ikoné (Bondy, 1998. május 2. –) francia válogatott labdarúgó, a Fiorentina játékosa.

## Pályafutása

### Klubcsapat
2016. szeptember 28-án debütált a felnőttek között a bajnokok ligájában a Ludogorec ellen, amikor a 88. percben váltotta Ángel Di Maríát. Három nappal később a bajnokságban a Bordeaux ellen debütált, ismét az argentin cseréjeként. 2017. január 18-án kölcsönbe került a Montpellier együtteséhez félévre. Három nappal később az FC Metz ellen debütált és kezdőként végig a pályán maradt. 2018. július 1.jétől a Lille OSC játékosa lett, 5 évre írt alá. 2021. december 31-én jelentették be, hogy 2022. január 3-tól az olasz Fiorentina csapatának a labdarúgója lett.

### Válogatott
Francia születésű, de kongói DK származású. Többszörös korosztályos válogatott a francia válogatottal. A 2015-ös U17-es labdarúgó-Európa-bajnokságon és a 2015-ös U17-es labdarúgó-világbajnokságon is rész vett, az előbbi tornát megnyerték. 2019. szeptember 7-én felnőtt válogatottbeli bemutatkozását góllal ünnepelte meg Albánia ellen.

## Statisztika

### Válogatott góljai
2019. szeptember 7-én frissítve.
| #  | Dátum               | Helyszín                                    | Ellenfél | Állás | Végeredmény | Kiírás                                       |
| -- | ------------------- | ------------------------------------------- | -------- | ----- | ----------- | -------------------------------------------- |
| 1. | 2019. szeptember 7. | Stade de France, Saint-Denis, Franciaország | Albánia  | 4–0   | 4–1         | 2020-as labdarúgó-Európa-bajnokság selejtező |

## Sikerei, díjai

### Klub
- Paris Saint-Germain
  - Francia szuperkupa: 2016
- Lille OSC
  - Francia bajnok: 2020–21
  - Francia szuperkupa: 2021

### Válogatott
- Franciaország U17
  - U17-es labdarúgó-Európa-bajnokság: 2015